# Mecistocephalus smithii
Mecistocephalus smithii är en mångfotingart som beskrevs av Pocock 1895. Mecistocephalus smithii ingår i släktet Mecistocephalus och familjen storhuvudjordkrypare.
Artens utbredningsområde är Taiwan. Inga underarter finns listade i Catalogue of Life.